# 組曲
組曲（くみきょく、英語: suite）は、いくつかの楽曲を連続して演奏するように組み合わせ並べたもの。

## ルネサンス時代
ルネサンス期には、ゆっくりした舞曲と活発な舞曲の組み合わせ、すなわちパヴァーヌとガイヤルドなどを組み合わせることが行われていた。その際、様式を統一するために旋律素材を共有することもあった。

## バロック時代
17世紀のフランスでは、リュートやクラヴサンなどで、同じ調のいくつかの舞曲を組にして演奏することが行われていた。アルマンド、クーラント、サラバンドを、この順で演奏するのが基本であり、後にジーグが加わった。
これを組曲として定式化したのは、ドイツの作曲家ヨハン・ヤーコプ・フローベルガーであると見なされている。ただしフローベルガーの自筆譜では一般にジーグが第2曲に置かれていた。後の作曲家の組曲では、ジーグは終曲におくことが普通である。

## ロマン派以降
ロマン派以降の音楽では、「組曲」とは主に舞台音楽（劇付随音楽、オペラ、バレエ音楽など）の中から、主要曲を抜き出して配列して演奏会で演奏できるようにした管弦楽曲を組曲と呼ぶようになった。なお、オペラからの組曲では、声楽パートは器楽に置き換えることが多い。また、舞曲に限らず様々な楽曲の組み合わせで、はじめから組曲として作曲することも、管弦楽に限らず行われている。
19世紀後半以後、バロック時代の組曲の復興運動が行われた。普仏戦争以後ドイツと対立したフランスではドイツの交響楽に反発し、それにかわってフランスの栄光の輝いたルイ14世時代を模範としてフランスの器楽組曲を復興させた。ヨーロッパの他の国にもこの運動は伝わった。

### ロマン派以降の代表的な作品
演奏形態が管弦楽以外の作品、および作曲者以外による抜粋や編曲はその旨記載した。

#### 舞台音楽などからの抜粋による組曲
- ビゼー：『カルメン』組曲 - 原曲はオペラ。ギローとホフマンによる編曲（第1番、第2番）、シチェドリンによる編曲（バレエ音楽として使用）などがある。
- ビゼー：『アルルの女』組曲第1番、第2番 - 原曲は劇付随音楽。第2番はギローによる編曲
- グリーグ：『ペール・ギュント』組曲第1番、第2番 - 原曲は劇付随音楽。
- チャイコフスキー：『白鳥の湖』組曲 - 原曲はバレエ音楽。
- チャイコフスキー：『くるみ割り人形』組曲 - 原曲はバレエ音楽。
- ラヴェル：『ダフニスとクロエ』組曲第1番、第2番 - 原曲はバレエ音楽。
- ストラヴィンスキー：『火の鳥』組曲 - 原曲はバレエ音楽。作曲家自身による3つの版が存在する。
- プロコフィエフ：『キージェ中尉』 - 原曲は映画音楽。
- プロコフィエフ：『ロメオとジュリエット』組曲第1番、第2番、第3番 - 原曲はバレエ音楽。バレエ初演より前に組曲第1・2番が初演された。

#### オリジナルの組曲
- リムスキー＝コルサコフ：『シェヘラザード』
- サン＝サーンス：『動物の謝肉祭』
- ドビュッシー：『小組曲』（ピアノ連弾→ビュッセルにより管弦楽に編曲）
- ドビュッシー：『子供の領分』（ピアノ独奏）
- ラヴェル：『マ・メール・ロワ』（ピアノ連弾→管弦楽、追加で作曲してバレエ音楽に）
- ホルスト：『惑星』
- ホルスト：『吹奏楽のための組曲』（吹奏楽）
- ベルク：『抒情組曲』（弦楽四重奏→半分を抜粋して弦楽合奏に編曲）

#### バロック時代の組曲を意識したもの
- シャブリエ：『田園組曲』 (fr:Suite pastorale) （ピアノ独奏曲集『絵画的小曲集』から抜粋して管弦楽に編曲）
- グリーグ：『ホルベアの時代から』（ピアノ独奏→弦楽合奏）
- ドビュッシー：『ベルガマスク組曲』（ピアノ独奏）
- ラヴェル：『クープランの墓』（ピアノ独奏→曲数・曲順を変更し管弦楽に編曲）
- シェーンベルク：『ピアノ組曲』作品25（ピアノ独奏） - 十二音技法を使用した作品であるが、その最後の4音がBACH主題の逆行形であり、構成をバロック時代の組曲にならっている。
- レスピーギ：『リュートのための古風な舞曲とアリア』組曲第1番、第2番、第3番 - 16世紀から17世紀のリュートのための楽曲を集めて管弦楽に編曲した作品。